# A White Man's Chance
A White Man's Chance er en amerikansk stumfilm fra 1919 instrueret af Ernest C. Warde.

## Medvirkende
- J. Warren Kerrigan som Donald Joseph Blenhorn
- Lillian Walker som Dorothy Charlton
- Joseph J. Dowling som William Roberts
- Howard Davies som Hugh Hankins
- Andrew Arbuckle som Valentino